# (4S,5S)-2-Аллил-3,4-диметил-5-фенил-2-хлор-1-окса-3-аза-2-силациклопентан
(4S,5S)-2-Аллил-3,4-диметил-5-фенил-2-хлор-1-окса-3-аза-2-силациклопентан — органическое вещество, принадлежащее к классу силанов. В органическом синтезе находит применение как хиральный реагент, предназначенный для асимметрического аллилирования альдегидов и кетонов, их N-ацилгидразонов, а также N-2-гидроксифенил- и N-2-гидроксибензилиминов.

## Получение
Как реагент в указанной конфигурации, так и его оптический антипод можно получить из аллилтрихлорсилана и соответствующих энантиомеров псевдоэфедрина в присутствии триэтиламина. После очистки перегонкой продукт выделяют в виде смеси диастереомеров (2:1), что, по утверждению разработчиков, не имеет значения для применения полученного реагента в реакциях аллилирования альдегидов, поскольку оба диастереомера конвергентно приводят к одному комплексу. Реагент чувствителен к влаге, поэтому его необходимо хранить в инертной атмосфере.

## Физические свойства
Реагент растворим в большинстве органических растворителей, но несовместим с протонными растворителями и растворителями, являющимися основаниями Льюиса (ДМСО, ацетон).

## Химические свойства
Реагент применяется для стереоселективного аллилирования ацетилгидразонов альдегидов и бензоилгидразонов кетонов с отличным выходом и высоким значением энантиомерного избытка. Также при помощи экстракции из реакции можно вернуть более 95 % псевдоэфедрина.
Поскольку при выяснении механизма оказалось, что аллилируемый имин должен содержать протонный нуклеофил, в качестве субстратов были успешно испытаны также N-2-гидроксифенилимины. Кроме того, реакция аллилирования протекала успешно, если 2-гидроксифенильная группа входила не в иминную часть, а в кетон.